# Lancashire and Yorkshire Railway
La Lancashire and Yorkshire Railway (L&YR) era una delle principali compagnie ferroviarie britanniche prima del Grouping del 1923. Fu costituita nel 1847 da una fusione di diverse ferrovie esistenti. Era il terzo sistema ferroviario più grande con sede nell'Inghilterra settentrionale (dopo la Midland Railway e la North Eastern Railway).

## Storia
La L&YR fu costituita nel 1847 con il Manchester and Leeds Railway Act (n. 3) 1847, che consisteva nell'accorpamento di diverse linee importanti, la principale delle quali era la Manchester and Leeds Railway (essa stessa costituita nel 1836).

### Società costituenti
Le seguenti società, in ordine, sono state fuse nella L&YR. Le date indicate sono, nella maggior parte dei casi, gli atti del Parlamento che autorizzano l'incorporazione e la fusione di ciascuna società. In alcuni casi viene utilizzata la data di efficacia.
- Manchester and Leeds Railway, 4 luglio 1836 – 9 luglio 1847
  - Manchester, Bolton & Bury Canal Navigation and Railway, 23 agosto 1831 – 18 luglio 1846[2]
  - Huddersfield and Sheffield Junction Railway, 30 giugno 1845 – 27 luglio 1846, oggi Penistone Line.
  - Liverpool and Bury Railway, 31 luglio 1845 – 27 luglio 1846
  - Preston and Wyre Railway, Harbour and Dock Company, 1 luglio 1839 – 3 agosto 1846 (linea congiunta con la LNWR dal 28 luglio 1849, in proporzione due terzi L&YR, un terzo LNWR)[3][4]
    - Preston and Wyre Railway and Harbour Company, 3 luglio 1835 – 1 luglio 1839

  - West Riding Union Railway, 18 agosto 1846 – 17 novembre 1846
    - West Yorkshire Railway, 1845 – 18 agosto 1846
    - Leeds and West Riding Junction Railway, ? – 18 agosto 1846
- Ashton, Stalybridge and Liverpool Junction Railway, 19 luglio 1844 – 9 luglio 1847
- Wakefield, Pontefract and Goole Railway, 31 luglio 1845 – 9 luglio 1847
- Manchester and Southport Railway, 22 luglio 1847 – 3 luglio 1854 (congiunta)
- Liverpool, Crosby and Southport Railway, 2 luglio 1847 – 14 giugno 1855
- Blackburn Railway, 24 luglio 1851 – 12 luglio 1858 (congiunta con la ELR)
  - Bolton, Blackburn, Clitheroe and West Yorkshire Railway, 9 luglio 1847 – 24 luglio 1851
    - Blackburn, Darwen and Bolton Railway, 30 giugno 1845 – 9 luglio 1847
    - Blackburn, Clitheroe and North Western Junction Railway, 27 luglio 1846 – 9 luglio 1847
- Sheffield, Rotherham, Barnsley, Wakefield, Huddersfield and Goole Railway, 7 agosto 1846 – 2 agosto 1858 (acquisì la metà settentrionale della linea)
- East Lancashire Railway, 21 luglio 1845 – 13 maggio 1859
  - Manchester, Bury and Rossendale Railway, 4 luglio 1844 – 21 luglio 1845
  - Blackburn, Burnley, Accrington and Colne Extension Railway, 30 giugno 1845 – 21 luglio 1845
  - Blackburn and Preston Railway, 6 giugno 1844 – 3 agosto 1846
  - Liverpool, Ormskirk and Preston Railway, 18 agosto 1846 – ottobre 1846
- Fleetwood, Preston and West Riding Junction Railway, 27 luglio 1846 – 17 giugno 1866 (congiunta con la LNWR)[3]
  - Preston and Longridge Railway, 14 luglio 1836 – 23 giugno 1856
- Blackpool and Lytham Railway, 17 maggio 1861 – 29 giugno 1871 (congiunta con la LNWR)
- Lancashire Union Railway, 25 luglio 1864 – 16 luglio 1883 (congiunta con la LNWR)[5]
- North Union Railway, 22 maggio 1834 – 26 luglio 1889 (congiunta con la LNWR)[3]
  - Wigan Branch Railway, 29 maggio 1830 – 22 maggio 1834
  - Preston and Wigan Railway, 22 aprile 1831 – 22 maggio 1834
  - Bolton and Preston Railway, 15 giugno 1837 – 10 maggio 1844
- Bury and Tottington District Railway, 2 agosto 1877 – 24 luglio 1888
- West Lancashire Railway, 14 agosto 1871 – 15 luglio 1897
- Liverpool, Southport and Preston Junction Railway, 7 agosto 1884 – 15 luglio 1897

### Linee congiunte
La L&YR era comproprietaria di diverse ferrovie e stazioni congiunte. Oltre a quelle elencate sopra, includevano:
- Axholme Joint Railway (L&YR, NER)[6]
- Halifax and Overdeen Junction Railway (GNR, L&YR)[7]
- Halifax High Level Railway (GNR, L&YR)[7]
- Stazione di Huddersfield (LNWR, L&YR)[8][9]
- Stazione di Knottingley (GNR, L&YR)[10]
- Stazione di Leeds Centrale (GNR, LNWR, L&YR, NER)[11]
- Methley Joint Railway (GNR, L&YR, NER)[12][13]
- South Yorkshire Joint Railway (GCR, GNR, L&YR, MR, NER)[14]
- Stazione di Wakefield Kirkgate (GNR, L&YR)[15]

Salvo diversamente specificato, le ferrovie proprietarie avevano quote uguali. Inoltre, la L&YR aveva una quota di un terzo della Dearne Valley Railway, i restanti due terzi della quale erano di proprietà di azionisti privati.

### Chiusura della ferrovia
Il 25 marzo 1921, la L&YR e la LNWR concordarono i termini in base ai quali le due ferrovie si sarebbero fuse. Prima che ciò potesse accadere, il Railways Act 1921 divenne legge il 19 agosto 1921, in base al quale la L&YR e la LNWR sarebbero state costrette a fondersi tra loro e con altre ferrovie, come la Midland Railway e la Caledonian Railway, il 1° gennaio 1923. L'Act includeva disposizioni per due o più ferrovie che si sarebbero fuse volontariamente prima del 1923; e la L&YR e la LNWR colsero l'occasione per implementare il loro accordo del marzo 1921 e il 1° gennaio 1922 entrambe le ferrovie furono sciolte e fu costituita una nuova società, che fu anche chiamata London and North Western Railway; il suo consiglio di venti direttori includeva sei membri dell'ex L&YR. Il raggruppamento del 1923 avvenne puntualmente un anno dopo, e coinvolse la LNWR ampliata, che entrò a fare parte della nuova London, Midland and Scottish Railway (LMS). Le posizioni di direttore generale, segretario e ingegnere capo meccanico della società ampliata furono assunte da dipendenti della L&YR. Le ex linee della L&YR costituivano il nucleo della divisione centrale della LMS.

## Le linee ferroviarie

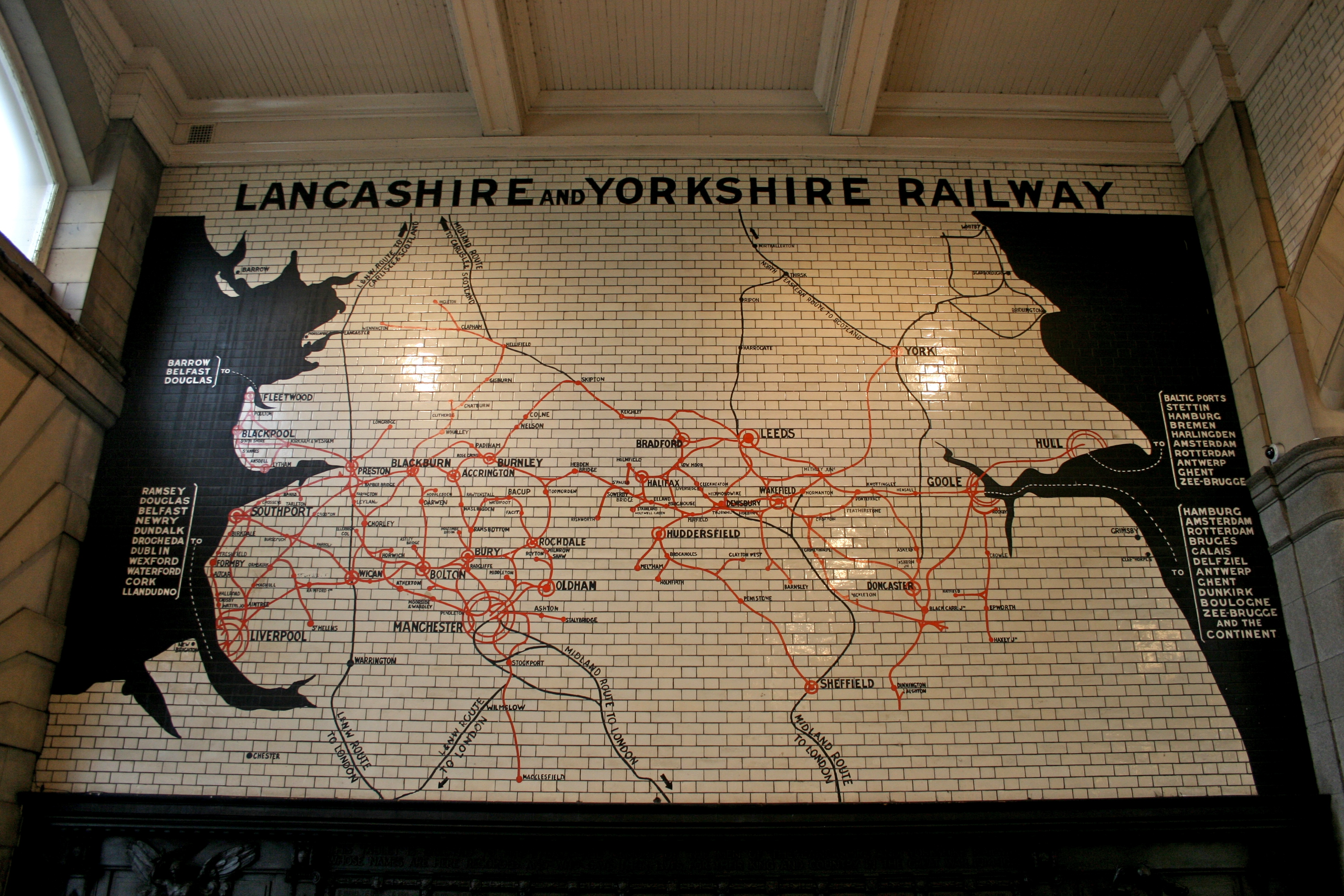
Una mappa murale della ferrovia alla stazione di Victoria

La rete ferroviaria era composta da diverse linee,  sottoaree e tratte alternative, perciò non si riesce a stabilire qual è la precisa linea principale. La ferrovia era divisa in tre aree:
- Western Division: da Manchester a Blackpool e Fleetwood, da Manchester a Bolton, Wigan, Southport e Liverpool.
- East Lancashire (o Central Division): da Manchester a Oldham, Bury, Rochdale, Todmorden, Accrington, Barnsley e Colne. Questa tratta comprendeva anche un collegamento con i servizi di linea per Londra.
- Eastern Division: da Todmorden a Halifax, Bradford, Leeds, Huddersfield, Wakefield, Normanton, Goole e Doncaster.

Mentre esistevano diverse rotte tra la Western Division e la Eastern Division, tra la Eastern Division e la Central Division ce n'era una sola. Questa linea tagliava i Pennini tra il Lancashire e lo Yorkshire utilizzando una serie di lunghi tunnel, il più lungo dei quali era il Summit Tunnel (2.638 m) vicino a Rochdale. C'erano altri sei tunnel, ciascuno lungo più di 900 m.